# 堀江良信
堀江 良信（ほりえ よしのぶ、1969年7月27日 - ）は、日本のフリーアナウンサー。長崎県・五島列島出身、関西育ち。桃山学院大学社会学部卒業。

## 人物・略歴
・最初の仕事は1989年、兵庫県でのイベント「花と緑のフェスティバル」。
・1992年にMBSラジオのセンバツ高校野球中継のアルプスリポートを担当。
・1988年から10年間はトークアイエヌジーに所属していたが、その後フリーランスとなる。1998年に個人事務所の「Ｄｒｅａｍｉｎ’」を設立。トークアイエヌジーとはオリックスのスタジアムDJを降板後、イベント司会の仕事で業務提携を始め、HP上で結婚式の司会やイベント進行などの仕事の依頼を募っていたが、現在は募集のページが削除されている。ラジオでは報道デスクやアナウンス業務を長年務め、テレビでは地上波よりケーブルテレビのJ：COMの番組に主に出演していた。
・1992年から「スマイリングハイウェイ～いっきに土曜日！」（ラジオ大阪）のキャスターを稲垣葉子らと担当し、1995年に番組が終了した。
・1995年からJリーグ・京都パープルサンガ（現在の京都サンガF.C.）の場内アナウンスを担当し、2001年に退任した。
・1996年、京都のケーブルテレビ局・みやびじょん（現在のＪ：ＣＯＭ）で『みやびじょんワイド』のキャスターに就任。2016年7月3日の番組終了まで20年間務めた。
・2000年から『近鉄バファローズナイター』（ラジオ大阪）のパーソナリティを担当するが2004年、球団消滅とともに番組終了。
・2005年からオリックス・バファローズのスタジアムアナウンサー（スタジアムDJ）として、京セラドーム大阪、ほっともっとフィールド神戸の同球団主催試合で場内アナウンスを担当していたが、2013年で退任した。
・2014年に「ドラゴンズナビゲーター」の肩書でナゴヤドームの場内アナウンサ－となり、ドラゴンズのユニフォームを着て笑顔でポーズをとる写真が掲載され、球団HPでも「『ナゴヤドームに来て楽しかったな。また来たいな』と思っていただけるような“観戦の友”でありたい」「皆さんとともに、ドラゴンズの勝利を目指して全力投球します！どうぞよろしくお付き合い下さい」とのコメントが掲載された。
　選手紹介の際にドラゴンズというべきところを「バファローズ」とコールをするインシデントを起こした。
　当初は2015年も引き続き担当すると本人は聞かされていたが、僅か一年で契約更新ができないと球団から告げられた。
・オリックスのスタジアムDJ退任後の2014年4月から『堀江良信の話し方レッスン』を始め、受講生を募集。当初は個人レッスンと、グループレッスンの2コースを設定。ブログでもその様子を随時公開していた。現在は募集を行っていない。
・2015年から、Tigers-ai制作のベンチリポーターを担当。同年『速報!甲子園への道』（ABCテレビ＝現・朝日放送テレビ制作の『甲子園への道』と改題）のナレーターを2019年まで担当した。
・2019年4月から、母校の桃山学院大学の経営学部ビジネスデザイン学科（現在のビジネスデザイン学部）の非常勤講師を勤める。
・『デイリーニュース京都』（J:COM）の火・水曜日のキャスターを担当（月・木・金は中西則善キャスターが担当）するが、新型コロナウィルス感染拡大による緊急事態宣言の発出を受け、2020年4月8日から休止。SNSで仕事内容や私生活を随時記載し、すでに50歳を超えた自身を「お子さまな私にとって癒し」とオムライスを食したことなど、日常の様子をアップしている。
・京都・北大阪の情報を伝える『つながるNews』（J:COM）の月曜日に出演。SNSで番組での和菓子紹介場面や、自身の顔写真、共演者との写真を常にアップしていた。2022年5月31日に同番組が終了し、顔の出るレギュラー番組がなくなった。

## 2025年段階の仕事

### テレビ
- ジモトトピックス（J:COM 京都みやびじょん）　ナレーター　ほか

### その他
- 桃山学院大学 - ビジネスデザイン学部 非常勤講師　後期のみ（教養・文化「演劇　朗読」科目担当）

## 過去の主な仕事

### ラジオ
- スマイリングハイウェイ〜いっきに土曜日（ラジオ大阪　1992年 - 1995年）
- 近鉄バファローズナイター（ラジオ大阪）
- 佐川満男の土曜はおまかせ！（ラジオ大阪）
- 但馬往来見聞録（ラジオ関西）
- 円山川物語（ラジオ関西）
- 報道デスク、アナウンス勤務（ラジオ関西、ラジオ大阪、FM COCOLO）

### テレビ
- NEWSライン（奈良テレビ）
- 土曜競馬中継（KBS京都）パドック・リポーター
- プロ野球パ・リーグ公式戦中継（J SPORTS）
- 高校野球地方大会中継（テレビ和歌山 ほか）
- ＡＢＣテレショップセンター・ＴＶショッピング（ABCテレビ）
- ベストパートナーほか ドラマナビ（TBS） ナレーター
- イタズラなKissほか ドラマナビ（テレビ朝日） ナレーター
- みやびじょんワイド（J:COM 京都みやびじょん）キャスター（1996年 - 2016年）
- Jフットニスタ（朝日放送テレビ）ナレーター（2015年-2020年）
- デイリーニュース京都（J:COM 京都みやびじょん）（2016年-2020年）火曜・水曜担当
- 速報!甲子園への道（朝日放送テレビ） ナレーター（2015年 - 2019年）
- つながるNews（J:COM）月曜担当キャスター（2020年-2022年）

### その他
- プロ野球 オリックス・バファローズ スタジアムアナウンサー（2005年 - 2013年）
- プロ野球 中日ドラゴンズ 場内アナウンス（2014年のみ）
- Tigers-ai - 阪神タイガース主催試合の実況・リポーター
- 「堀江良信の話し方レッスン」（2014年ー？）
- Jリーグ 京都パープルサンガ（現・京都サンガF.C.）場内アナウンス
- パワプロクンポケットシリーズ（甲子園、10-14。2021年発売の「パワプロクンポケットR」には起用されず） - ゲーム内の実況音声
- あつまれ!パワプロクンのDS甲子園 - ゲーム内の実況音声
- プロ野球スピリッツ - ゲーム内の選手紹介音声
- 好文学園女子高等学校 - ゲスト講師
- 専門学校アートカレッジ神戸 - 声優学科 非常勤講師
- 神戸学園ハイテックスクール - 芸能コース 非常勤講師